# Juan Giménez
Juan Antonio Giménez López (Mendoza, 26 novembre 1943 – Mendoza, 2 aprile 2020) è stato un fumettista e illustratore argentino, noto per le sue storie di fantascienza a fumetti pubblicate in vari Paesi del mondo.

## Biografia
Appassionato di disegno fin dalla più tenera età, a dieci anni amava copiare le copertine di libri tascabili e di riviste americane e spagnole; più tardi, nell'adolescenza, mise su carta le sequenze dei film che più l'avevano colpito. Dopo aver studiato design industriale a Mendoza, si trasferì a Barcellona per frequentare l'Accademia di belle arti; quando ritornò in Argentina esordì come fumettista pubblicando con le case editrici argentine Colomba e Record per poi dedicarsi al campo della pubblicità e dell'animazione. Ritornò in Spagna nel 1970, stabilendosi nella Costa Brava, dove riprese l'attività di fumettista collaborando con diversi autori come Carlos Trillo o Ricardo Barreiro e pubblicando le sue storie su riviste spagnole come Zona 84 e Comix International e italiane come Lanciostory e Skorpio.
Iniziò a collaborare anche con l'editore argentino Ediciones Record per il quale realizzò dal 1976 serie a fumetti scritte da Ricardo Barreiro. Si trasferì nel 1979 a Madrid dove, oltre a collaborare con editori spagnoli, pubblicò le sue storie per la Dargaud e per Glénat, e contribuì alla realizzazione del lungometraggio animato Heavy Metal (1981). Si spostò poi a Parigi dove ebbe un incontro fondamentale con lo sceneggiatore Ricardo Barreiro: fu allora che rinacque in lui la passione per il fumetto che si concretizzò con la realizzazione di moltissimi racconti di genere solitamente bellico o fantascientifico. La lunga serie Asso di picche segnò il suo ritorno nel mondo dei fumetti: Stella nera fu il primo tentativo a colori su una storia di ampio respiro, mentre La Città segnò la sua definitiva affermazione presso il grande pubblico.
Nei primi anni ottanta l'autore argentino collaborò con varie riviste europee, come la spagnola 1984, la francese Métal Hurlant e soprattutto l'italiana L'Eternauta, sperimentando ardite innovazioni grafiche e testuali: in questo periodo realizzò brevi storie, le sue migliori, che vanno sotto il titolo di Paradosso Temporale, in cui la narrativa fantascientifica è affrontata in maniera ironica e leggera, nello stile dello scrittore Ray Bradbury. Ci furono anche collaborazioni con il mondo della pubblicità (realizzazione di layout per gli spot), copertine per riviste, storie con autori importanti come Carlos Trillo, Emilio Balcarce, Roberto Dal Prà, Alejandro Jodorowsky: con quest'ultimo portò avanti l'imponente saga dei Meta-Baroni. Negli anni novanta collaborò ancora con Jodorowsky realizzando la serie La Casta dei Meta-Baroni (Caste des Méta-Barons), con la quale per la prima volta si impegnò in una serie di lungo respiro. Dagli anni 2000, oltre a realizzare romanzi grafici su sceneggiature di noti autori come Carlos Trillo, Emilio Balcarce e Roberto Dal Prà, ha lavorato come illustratore di copertine di libri e di album musicali oltre a collaborare alla realizzazione di videogiochi e film.
Nel marzo 2020 iniziò a manifestare sintomi del COVID-19, malattia che lo portò alla morte il 2 aprile di quello stesso anno.

## Elenco edizioni in italiano
I volumi con sue opere editi in Italia sono i seguenti:
- Asso di Picche (testi: Ricardo Barreiro) in Euracomix n. 27 – comprende solo i primi episodi, adattati per l'edizione in volume e colorati – Eura Editoriale; su Lanciostory dal n. 52 del 1978
- Cronaca di tre Guerre (testi: Ricardo Barreiro) su Skorpio dal n. 40 del 1978
- Stella Nera (testi: Ricardo Barreiro) su L'Eternauta numeri. 9-12, Edizioni Produzioni Cartoons
- La Città (testi: Ricardo Barreiro): in Euracomix n. 16 – raccoglie tutta la prima parte della serie, ma le tavole sono state colorate e rimontate per compattare la storia in un volume di 126 pagine – Eura Editoriale; in Fantacomix-Day n. 1, sempre Eura Editoriale, è presente tutta la prima parte, più la continuazione disegnata da Luis Garcia Duran e la serie Robin delle Stelle di Carlos Trillo ed Enrique Breccia; Lanciostory dal n. 7 del 1982
- Lo Strano Processo di Roy Ely (testi: Emilio Balcarce), su L'Eternauta n. 7 – si tratta di un racconto breve molto importante, da cui sono stati tratti lavori televisivi. Visto a più riprese anche sulle pubblicazioni dell'Eura Editoriale.
- Paradosso Temporale - L'Eternauta numeri. 13, 14, 16-19
- Rifiuti (testi: Carlos Trillo), L'Eternauta numeri. 43-48 e Lanciostory numeri. 32 e 37 del 1989
- Leo Roa in Grandi Eroi n. 58, Comic Art; il primo episodio su L'Eternauta numeri. 62-64, Odissea nel Tempo su L'Eternauta n. 108-111
- Il Quarto Potere in Grandi Eroi n. 71 – la sesta vignetta di pag. 2 è stata censurata – Comic Art; L'Eternauta n. 77-80
- Gli Occhi dell'Apocalisse (testi: Roberto Dal Prà); Terrifik numeri. 1-5, Cenisio Editrice; L'Eternauta n. 126
- Nella collana I Diritti Umani (vol. 1, Comic Art) è stata pubblicata una breve storia di Gimenez scritta da Felipe Cava
- Nel volume Linea Latina! (Carte Segrete, 1993), catalogo della mostra omonima, è contenuta una tavola dell'episodio Express di Paradosso Temporale.
- La casta dei Meta-Baroni

## Riconoscimenti
- Premio Gaudi come miglior designer alla Feria Internacional del Comics di Barcellona (1990)[3][4]
- miglior artista per i lettori delle riviste 1984 e Comix internacional (1983, 1984, 1985 e 1990)
- miglior disegnatore al Salone dell'illustrazione e del fumetto di Barcellona nel 1984
- premio Yellow Kid al Salone Internazionale dei Comics di Lucca (1990)
- premio Bulle D'Or all'omonimo festival francese nel 1994
- alcune sue opere sono state esposte al Centro Georges Pompidou (1997).[6]